# Шадфо, Мариус
Ма́риус Шадфо́ (фр. Marius Chadefaud, 21 декабря 1900 — 11 мая 1984) — французский учёный, специалист по систематике и морфологии водорослей и грибов, в частности, аскомицетов, профессор Сорбонны.

## Биографические сведения
Мариус Шадфо родился в Жонзэ, в 1916—1919 годах учился в «Школе учителей» в Ла-Рошели, в 1921 году окончил Высшую школу в Сен-Клу.
С 1923 года — преподаватель биологии в «Школе учителей», с 1930 преподавал в лицее Тюрго в Париже, в 1954—1971 годах занимал должность профессора ботаники в Сорбонне.
С 1930 года одновременно с преподавательской деятельностью занимался научными исследованиями в Криптогамической лаборатории парижского Музея естествознания.

## Вклад в науку
В начальный период своей исследовательской деятельности Шадфо изучал цитологию и морфологию таллома водорослей, им было выделено четыре основных структурных типа таллома. Свою морфологическую классификацию он переносил и на вегетативное тело высших растений (кормус) и грибов. В 1935 году занимался цитологическими исследованиями асков и базидий, опубликовал статьи с результатами исследований апикального аппарата асков.
В 1944 году напечатана первая крупная монография Шадфо — «Биология грибов» (фр. «Biologie des Champignons»). Книга содержит подробное описание жизненных циклов и репродуктивных органов различных таксономических групп грибов, уделяется большое внимание путям их эволюции.
В 1960 году издан первый том «Систематической ботаники» под названием «Бессосудистые растения (криптогамы)» фр. «Les Végétaux non vascularies (Cryptogamie)». Работа подробно описывает морфологию, цитологию и жизненные циклы водорослей и грибов, имеются оригинальные иллюстрации, также в ней дана оригинальная классификация этих организмов.
В 1983 году Шадфо предложил концепцию «хромофитного цикла» в классификации водорослей. Эта идея заметно отличалась от общепринятых в науке представлений, существовавших ещё с 1930-х годов и послужила стимулом к дополнительным исследованиям, она оказала влияние, в частности, на Кавалье-Смита и его концепцию хромальвеолят.
Последние работы учёного были посвящены вопросам эволюции плодовых тел высших грибов.

## Награды и премии
- 1937 — премия Монтаня
- 1944 — премия Демазье
- 1959 — орден Почётного легиона
- 1961 — премия Монтаня

## Эпоним таксономических имён
В честь Мариуса Шадфо названы несколько родов водорослей и грибов:
- Chadefaudiothrix Bourrelly 1956 — Цианобактерии (Cyanobacteria), порядок Хроококковые (Chroococcales), семейство Xenococcaceae
- Chadefaudia Feldm.-Maz. 1957 — Аскомицеты, порядок Микроасковые (Microascales), семейство Halosphaeriaceae
- Chadefaudiella Faurel & Schotter 1966 — Аскомицеты, порядок Микроасковые (Microascales), семейство Chadefaudiellaceae
- Chadefaudiomyces Kamat, V.G. Rao, A.S. Patil & Ullasa 1974 — Аскомицеты, порядок Диапортовые (Diaporthales), семейство Вальсовые (Valsaceae)
- Mariusia D. Pons & Boureau 1977 — ископаемый аскомицет.